# Solimi
Nella mitologia greca, i Solimi erano una popolazione che abitava l'Asia Minore e che traeva le proprie origini da un capostipite, Solimo, il quale passava per essere un figlio di Zeus, oppure del dio Ares.

## Nei miti
All'interno dei miti, i Solimi compaiono raramente e sono ricordati sempre a causa della loro brutalità o per i loro violenti costumi.

Essi compaiono particolarmente nella leggenda di Bellerofonte, ed appaiono come i suoi più grandi; infatti il re Iobate, su preghiera del genero Preto, re di Tirinto, il quale voleva liberarsi dell'eroe, ordinò a Bellerofonte di recarsi nella regione in cui abitava questa tribù guerriera con l'incarico di sterminarla interamente.
L'eroe partì e, grazie al suo cavallo alato Pegaso, massacrò il re e gran parte dell'esercito nemico. In seguito però i Solimi si risollevarono e in una battaglia uccisero Isandro, il primogenito di Bellerofonte.